# Villa Negrone Moro
La villa Negrone Moro è una architettura di Genova risalente probabilmente al XVI secolo. Molto alterata nella struttura, è affiancata da un brandello residuo dell'abbattuta villa Pallavicini Moro.

## Descrizione
Situata in via Giacomo Pedemonte, all'estremità orientale del quartiere di Sampierdarena, presenta le caratteristiche tipiche delle ville cinquecentesche in stile alessiano, di forma cubica con facciata tripartita.
Non se ne conosce la data precisa di edificazione, né il progettista. Era collegata con la vicina villa Pallavicini Moro, della quale resta solo la parte inferiore della facciata con il grande portale di ingresso.

## Galleria d'immagini

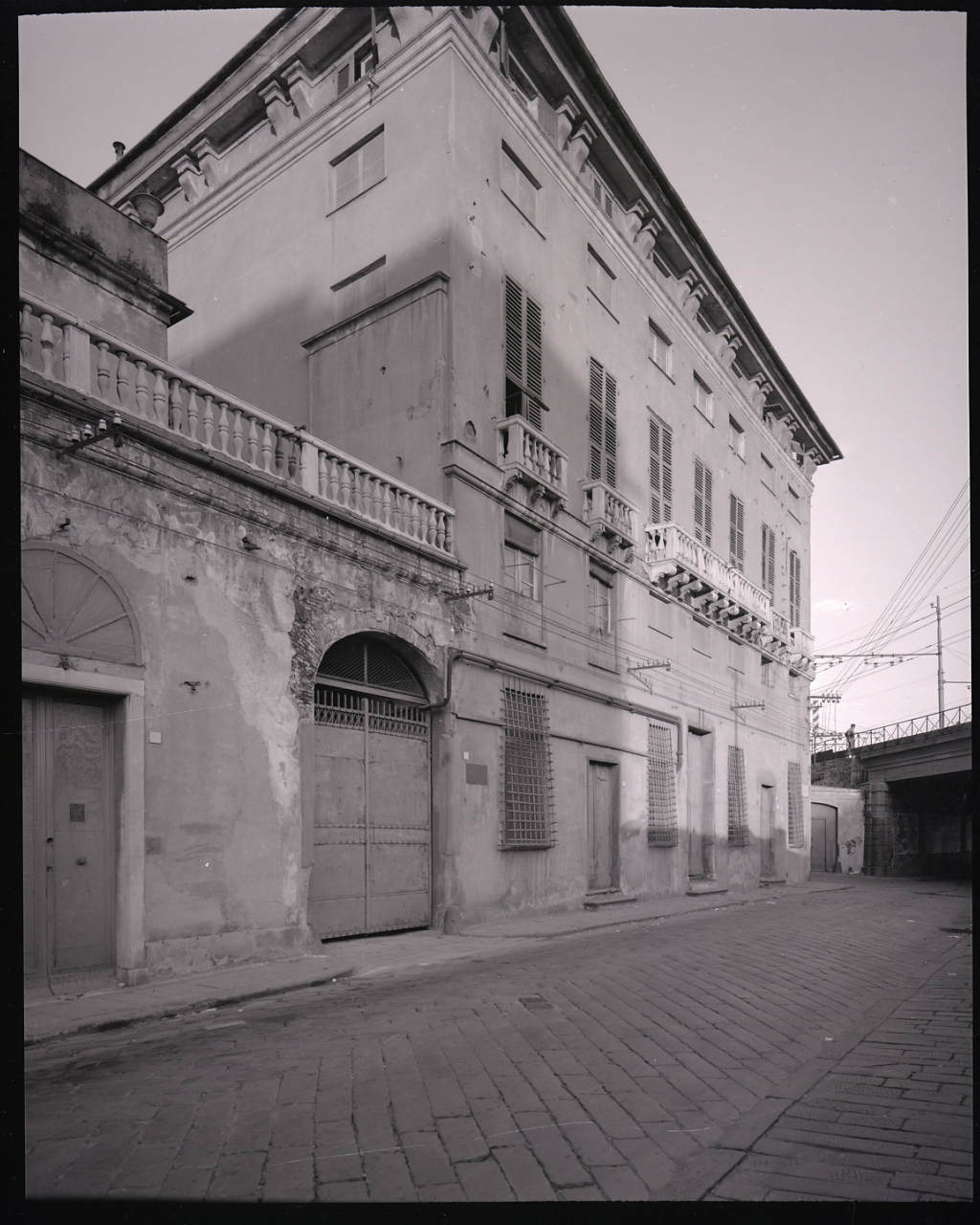
La villa vista da via Dottesio con, a sinistra, i resti della facciata della villa Pallavicini Moro
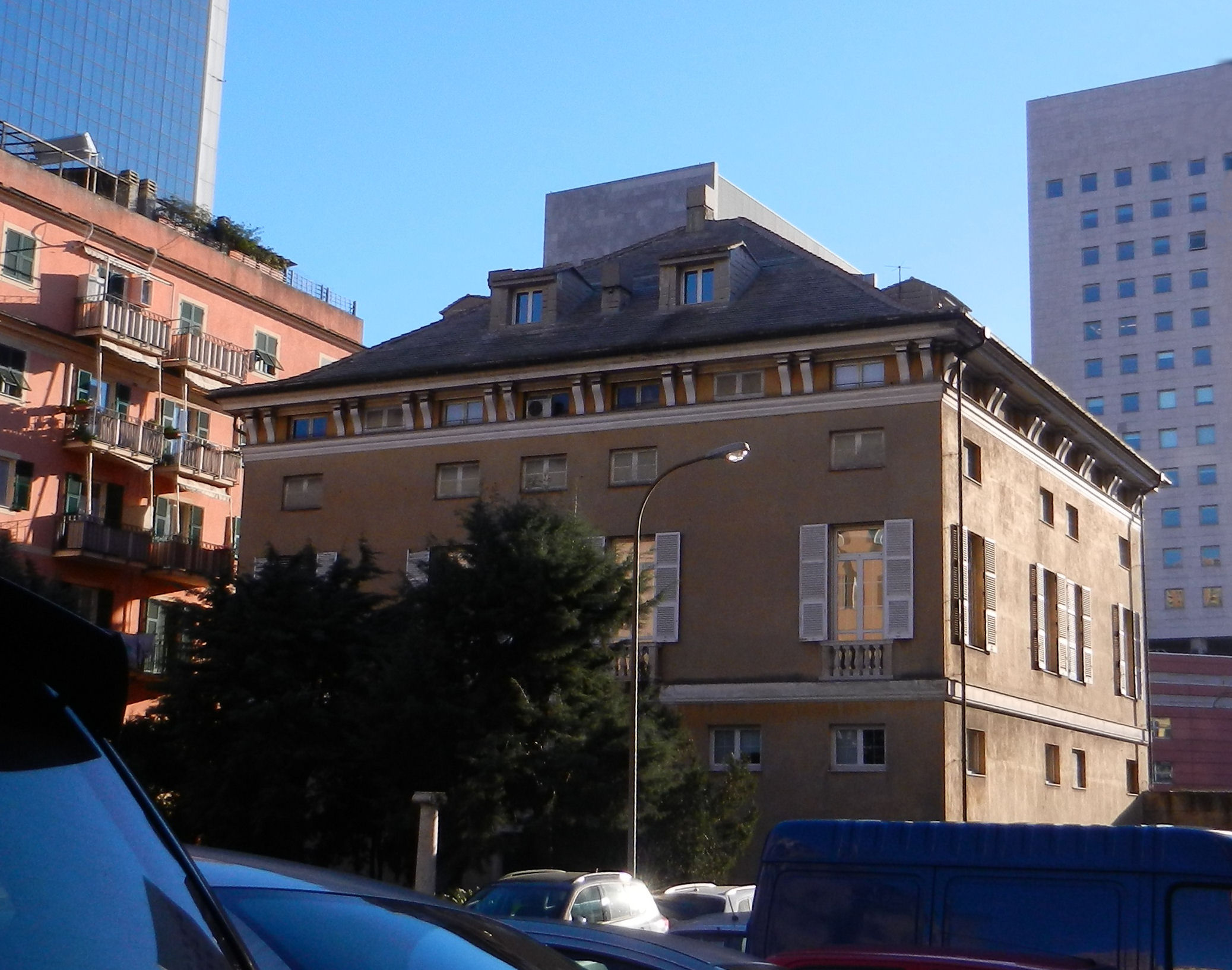
Prospetto posteriore